# Nowa Sól
Nowa Sól [ˈnɔva ˈsul] (tyska: Neusalz an der Oder) är en stad i västra Polen, belägen i Lubusz vojvodskap vid floden Oders västra strand, omkring 20 km sydost om Zielona Góra. Staden är administrativt en stadskommun, med 39 587 invånare år 2014, och är huvudort i distriktet Powiat nowosolski.

## Historia

### Under huset Habsburg
De första kända bosättningarna i trakten uppstod på 1300-talet, då området lydde under kungariket Böhmen. År 1563 lät den habsburgske kejsaren Ferdinand I i egenskap av kung av Böhmen anlägga det kungliga godset Zum Neuen Salze, med ett saltverk vid Oders gamla fåra. Havssalt från La Rochelle och den spanska kusten transporterades uppför Oder via Hamburg och Stettin för att här förädlas, så att de kejserliga domänerna i Schlesien kunde försörjas med salt. År 1573 flyttades saltverket till en plats nära byn Modritz på grund av en översvämning, och det dåvarande kontoret är idag stadens rådhus. Omkring 1585 omnämndes orten som Neusalzburg, senare förkortat till Neusalz. En hamn anlades 1592 och en kyrka uppfördes 1597. 
Saltproduktionen blev under 1600-talet allt mer olönsam, på grund av kurfurstendömet Brandenburgs salttullar och trettioåriga kriget. Orten fick en poststation 1662. Efter kriget återhämtade sig saltproduktionen något, men konkurrerades med tiden ut av brandenburgska och polska saliner. När Sverige stoppade salthandeln via Stettin 1710 lades produktionen slutligen helt ned, och istället anlades 1713 ett faktori för import av salt från saltverken i Halle an der Saale och Magdeburg. 

### Under Preussen och Tyskland 1742-1945

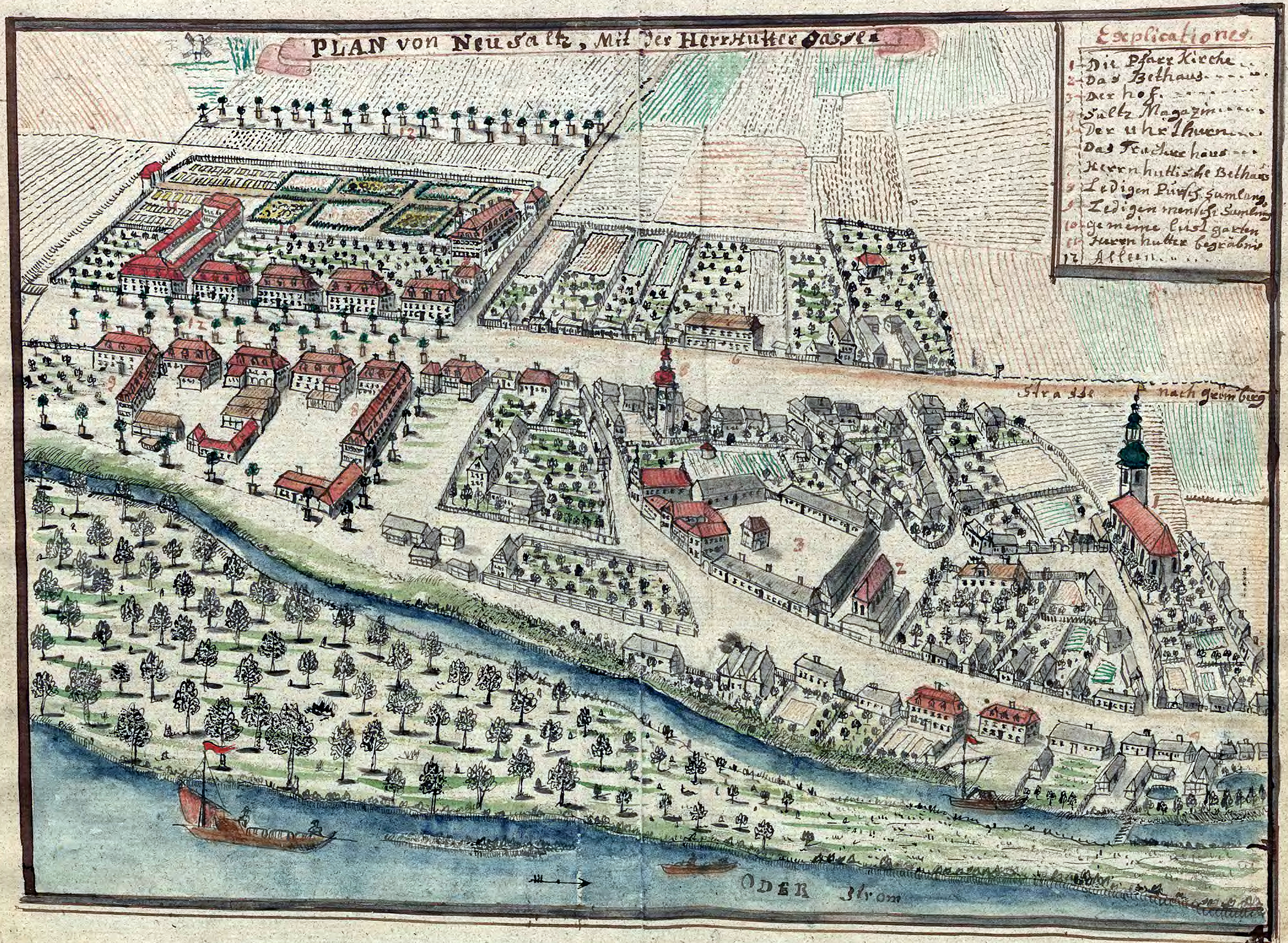
Neusalz på 1700-talet, teckning av Friedrich Bernhard Werner.

Under Österrikiska tronföljdskriget blev staden 1742 preussisk genom freden i Breslau och erhöll 1743 stadsrättigheter av kung Fredrik II av Preussen. Staden var då den nordligaste stapelstaden i Schlesien. Stadsgrundandet ledde till en snabb tillväxtperiod, och invandrare från Mähren slog sig ned i staden. Herrnhutbröderna gavs också 1743 tillstånd att grunda en koloni sydost om staden, där många hantverkare slog sig ned. Efter slaget vid Kunersdorf 14 september 1759 intogs staden av den ryska armén, som plundrade staden och delvis brände ned den, inklusive den herrnhutiska kolonin.
1765 uppstod stadens första linnemanufaktur, 1816 grundades den stora Gruschwitz-textilfabriken och 1827 anlades en järnhytta, för att utvinna järn ur den rikliga myrmalmen i området. Staden blev känd för sin produktion av emaljfat, som stadigt växte under slutet av 1800-talet även efter att masugnarna lagts ned 1880. Hamnen utökades 1831 men förlorade i betydelse efter att järnvägen mellan Berlin och Breslau anlagts 1846, som dock inte passerade staden. Först 1871 fick staden järnvägsanslutning i riktning mot Berlin och Stettin. I början av 1900-talet anlades ett dammsystem för att skydda staden från Oders översvämningar.
Under andra världskriget låg ett arbetsläger för judar i staden, och senare anlades även ett satellitläger till koncentrationslägret Gross-Rosen. Staden intogs av Röda armén 14 februari 1945, efter att tyska trupper sprängt bron över Oder den 9 februari. Stadens bebyggelse drabbades av omfattande skador under striderna. Vid krigsslutet tillföll staden Folkrepubliken Polen enligt Potsdamöverenskommelsen. Den tysktalande delen av befolkningen fördrevs över gränsen, och staden döptes officiellt om till den polska namnformen Nowa Sól.

### Under Polen 1945-
Under polskt styre återbefolkades staden med flyktingar och bosättare från andra delar av Polen och de tidigare polska områdena öster om Curzonlinjen. Staden blev redan under 1950-talet en viktig industriort i regionen och 1950 övertog staden rollen som distriktshuvudort från Kożuchów. Staden förlorade denna status 1975, men är sedan den stora administrativa reformen 1999 åter distriktshuvudort för Powiat nowosolski.

## Sevärdheter
- Rådhuset, uppfört på 1500-talet.

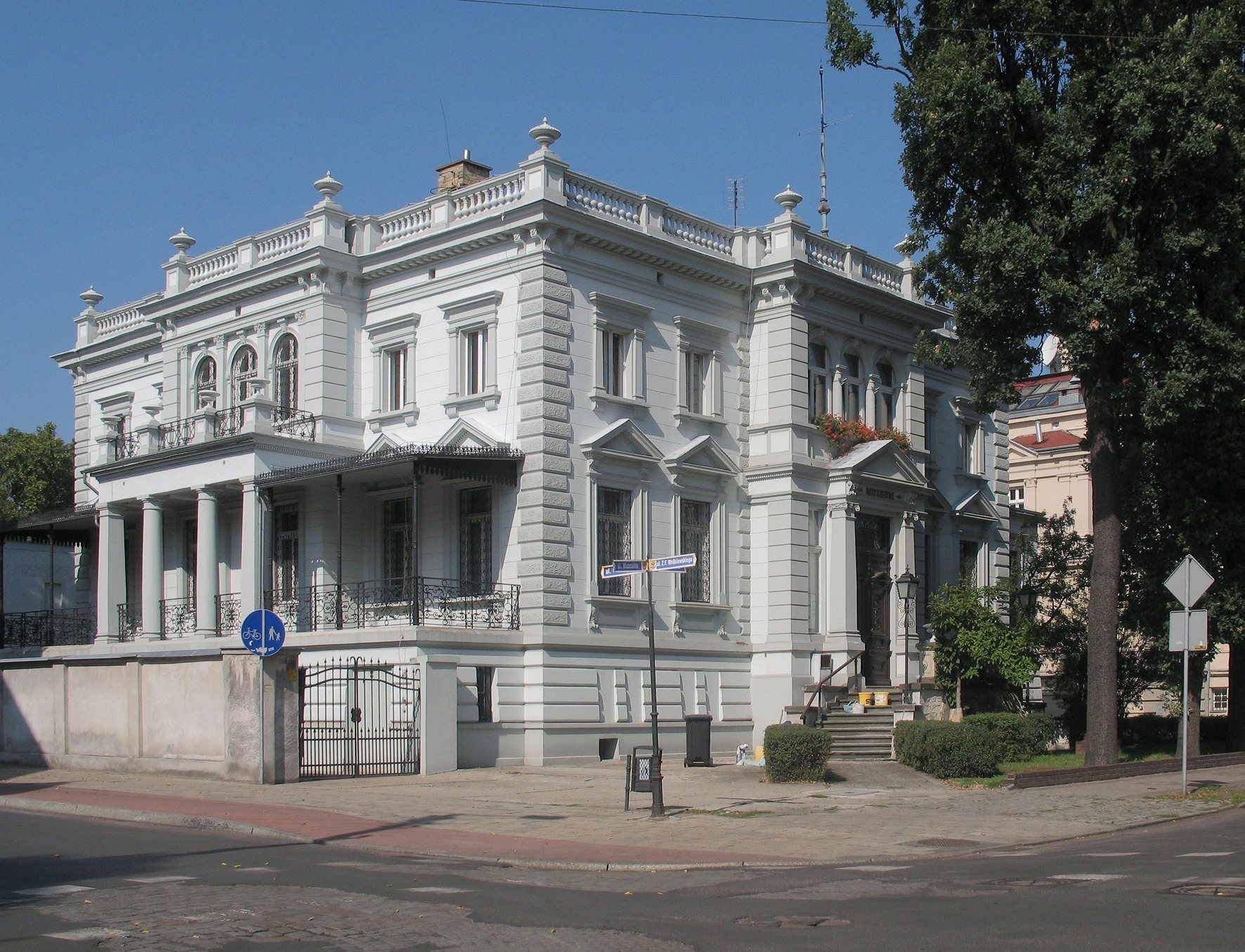
Stadsmuseet, inrymt i Villa Gruschwitz.

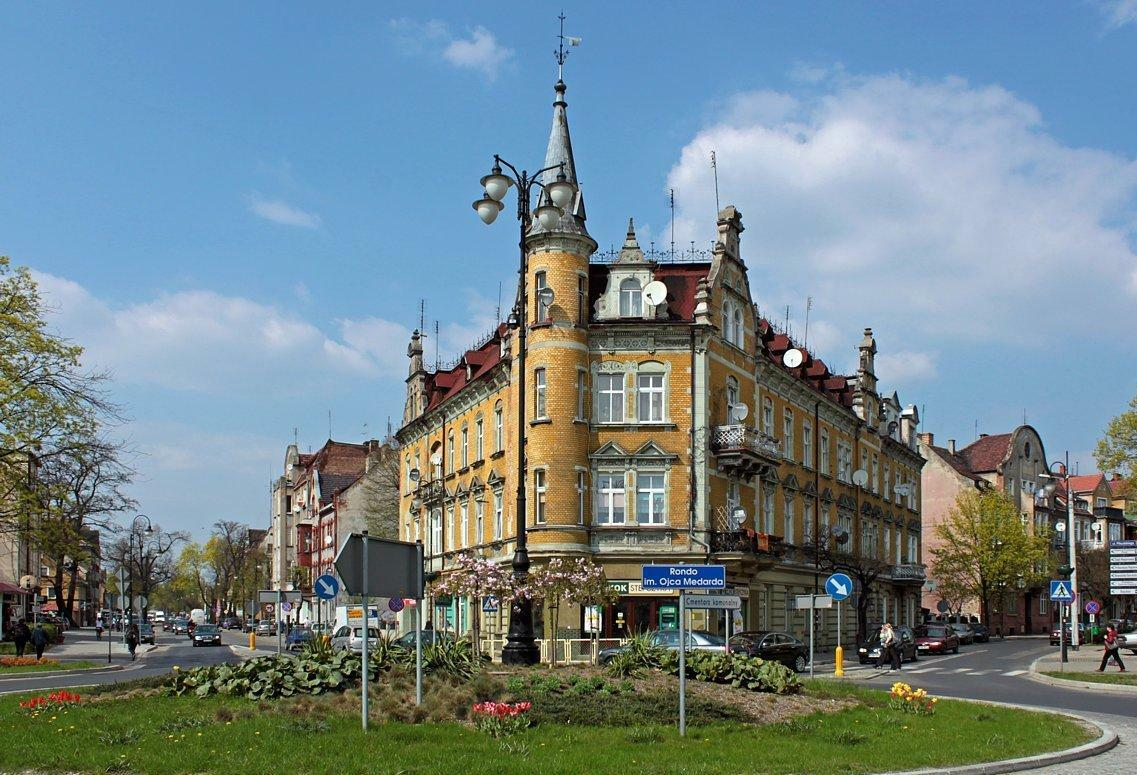
Kulturminnesmärkt Gründerzeithus på Wyspiańskiego 1.

- Stadens museum på ul. Muzealna 20, uppfört 1883 som villa för textilfabrikörsfamiljen Gruschwitz.
- Fredrik den store-monumentet.
- S:t Michaeliskyrkan från 1500-talet.
- Saltlagerhus från 1600-talet och 1700-talet.
- Stadskyrkan från 1800-talet, ritad av Friedrich August Stüler.
- Det protestantiska kapellet från 1800-talet.
- S:a Barbarakyrkan, uppförd 1900.
- I en lekpark i staden finns världens största trädgårdstomte, enligt Guiness rekordbok (2009), 5,41 meter hög.

## Kommunikationer

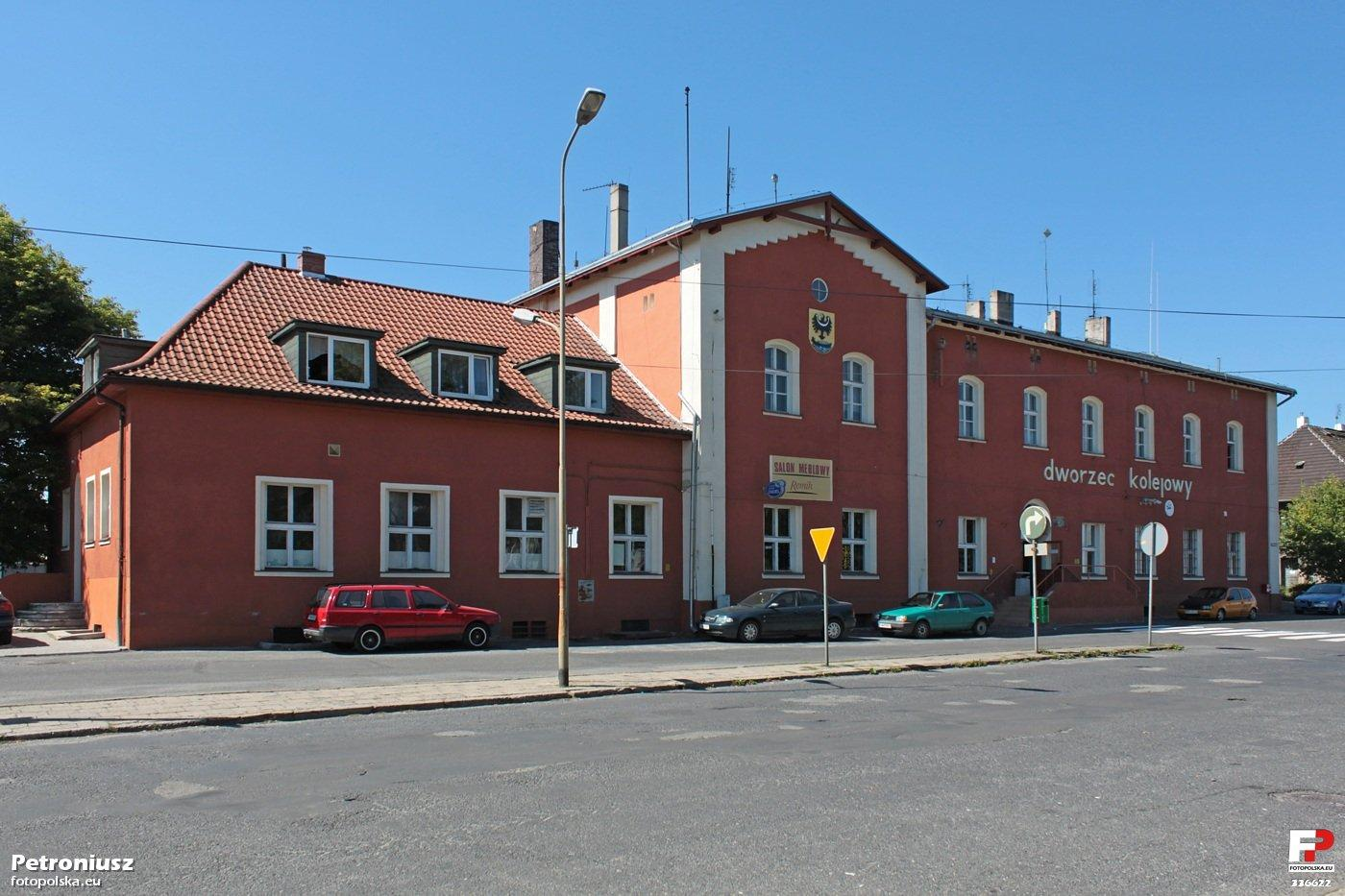
Nowa Sóls järnvägsstation.

Staden har en järnvägsstation på stambanan mellan Szczecin och Wrocław. Genom staden passerar även den nationella vägen DK 3 (E65).

## Kända invånare
- Bogdan Bojko (född 1959), politiker för Medborgarplattformen.
- Christian David Gebauer (1777-1831), konstnär.
- Otto Jaekel (1863–1929), paleontolog.
- Seweryn Krajewski (född 1947), singer-songwriter, medlem i Czerwone Gitary.
- Janusz Liberkowski (född 1953), polsk-amerikansk ingenjör och uppfinnare.
- Józef Młynarczyk (född 1953), fotbollsmålvakt.
- Alfred Saalwächter (1883–1945), tysk sjöofficer, generalamiral i Kriegsmarine.
- Gustav Adolphus Schneebeli (1853-1923), tysk-amerikansk politiker, republikansk kongressledamot för Pennsylvania.
- Waldemar Zboralski (född 1960), sjuksköterska, journalist och HBTQ-aktivist.